# بالوین، ویکتوریا
بالوین (به انگلیسی: Balwyn) یک حومه شهر در استرالیا است که در شهر بورون‌دارا واقع شده‌است.